# In the Country (single)
In the Country is een nummer van Cliff Richard en The Shadows, uitgebracht als single in december 1966. Het bereikte nummer 6 in de UK Singles Chart en nummer 14 in de Nederlandse Single Top 100.
"In the Country" werd geschreven door alle vier de leden van The Shadows en stond op het album Cinderella. De single werd uitgebracht met de B-kant "Finders Keepers", de titeltrack van het soundtrackalbum Finders Keepers.